# Capelle (tổng)
Tổng Capelle là một tổng ở tỉnh Aisne trong vùng Hauts-de-France.

## Địa lý
Tổng này được tổ chức xung quanh La Capelle thuộc quận Vervins. Độ cao thay đổi từ 107 m (Chigny) đến 239 m (Clairfontaine) với độ cao trung bình 182 m.

## Hành chính
| Giai đoạn | Ủy viên        | Đảng | Tư cách |
| --------- | -------------- | ---- | ------- |
| 2004-     | Frédéric Meura | UMP  | Maire   |

## Các đơn vị cấp dưới
Tổng Capelle gồm 18 xã với dân số là 8 260 người (điều tra năm 1999, dân số không tính trùng)
| Xã            | Dân số | Mã bưu chính | Mã insee |
| ------------- | ------ | ------------ | -------- |
| Buironfosse   | 1 203  | 2620         | 02135    |
| La Capelle    | 2 007  | 2260         | 02141    |
| Chigny        | 161    | 2120         | 02188    |
| Clairfontaine | 497    | 2260         | 02197    |
| Crupilly      | 64     | 2120         | 02244    |
| Englancourt   | 125    | 2260         | 02276    |
| Erloy         | 123    | 2260         | 02284    |
| Étréaupont    | 933    | 2580         | 02295    |
| La Flamengrie | 1 099  | 2260         | 02312    |
| Fontenelle    | 272    | 2170         | 02324    |
| Froidestrées  | 216    | 2260         | 02337    |
| Gergny        | 151    | 2260         | 02342    |
| Lerzy         | 212    | 2260         | 02418    |
| Luzoir        | 279    | 2500         | 02445    |
| Papleux       | 118    | 2260         | 02584    |
| Rocquigny     | 392    | 2260         | 02650    |
| Sommeron      | 122    | 2260         | 02725    |
| Sorbais       | 286    | 2580         | 02728    |

## Biến động dân số
| 1962                                                     | 1968  | 1975  | 1982  | 1990  | 1999  |
| -------------------------------------------------------- | ----- | ----- | ----- | ----- | ----- |
| 8 830                                                    | 9 457 | 8 938 | 8 695 | 8 529 | 8 260 |
| Nombre retenu à partir de 1962 : dân số không tính trùng |       |       |       |       |       |